# Ponsse
Pour les articles ayant des titres homophones, voir Ponce et Ponce (streamer).
Ponsse Oyj est un fabricant d'engins forestiers dont le siège est à Vieremä en Finlande.

## Présentation
Ponsse est l'un des principaux fabricants mondiaux de machines forestières. 
Près de la moitié des machines forestières utilisées en Finlande sont fabriquées par Ponsse. 

## Actionnaires
Au 31 décembre 2019, les plus grands actionnaires de Ponsse sont:
| #  | Actionnaire                      | Actions    | %       |
| -- | -------------------------------- | ---------- | ------- |
| 1  | Juha Einari Vidgren              | 6 207 000  | 22,16 % |
| 2  | Jukka Tuomas Vidgren             | 3 764 778  | 13,44 % |
| 3  | Janne Ilmari Vidgren             | 3 691 742  | 13,18 % |
| 4  | Jarmo Kalle Johannes Vidgren     | 3 684 263  | 13,15 % |
| 5  | Nordea Nordic small cap          | 955 708    | 3,41 %  |
| 6  | ODIN Norden                      | 533 827    | 1,90 %  |
| 7  | Skandinaviska Enskilda Banken AB | 475 583    | 1,69 %  |
| 8  | Ilmarinen oy                     | 392 666    | 1,40 %  |
| 9  | Varma                            | 389 000    | 1,38 %  |
| 10 | Fond Einari Vidgren              | 388 000    | 1,38 %  |
|    | total [1-50]                     | 22 705 131 | 81,08 % |

## Engins forestiers de Ponsse

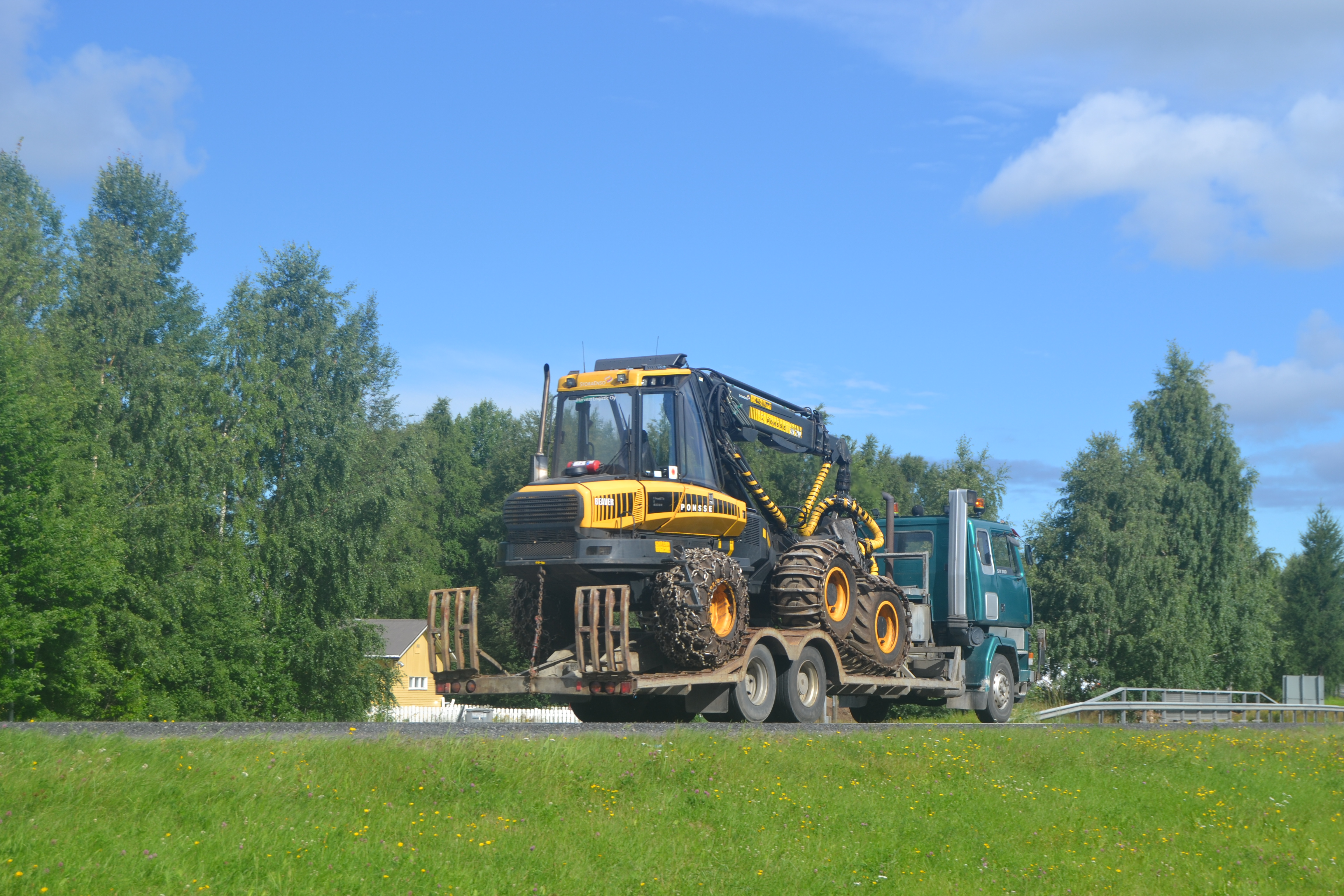
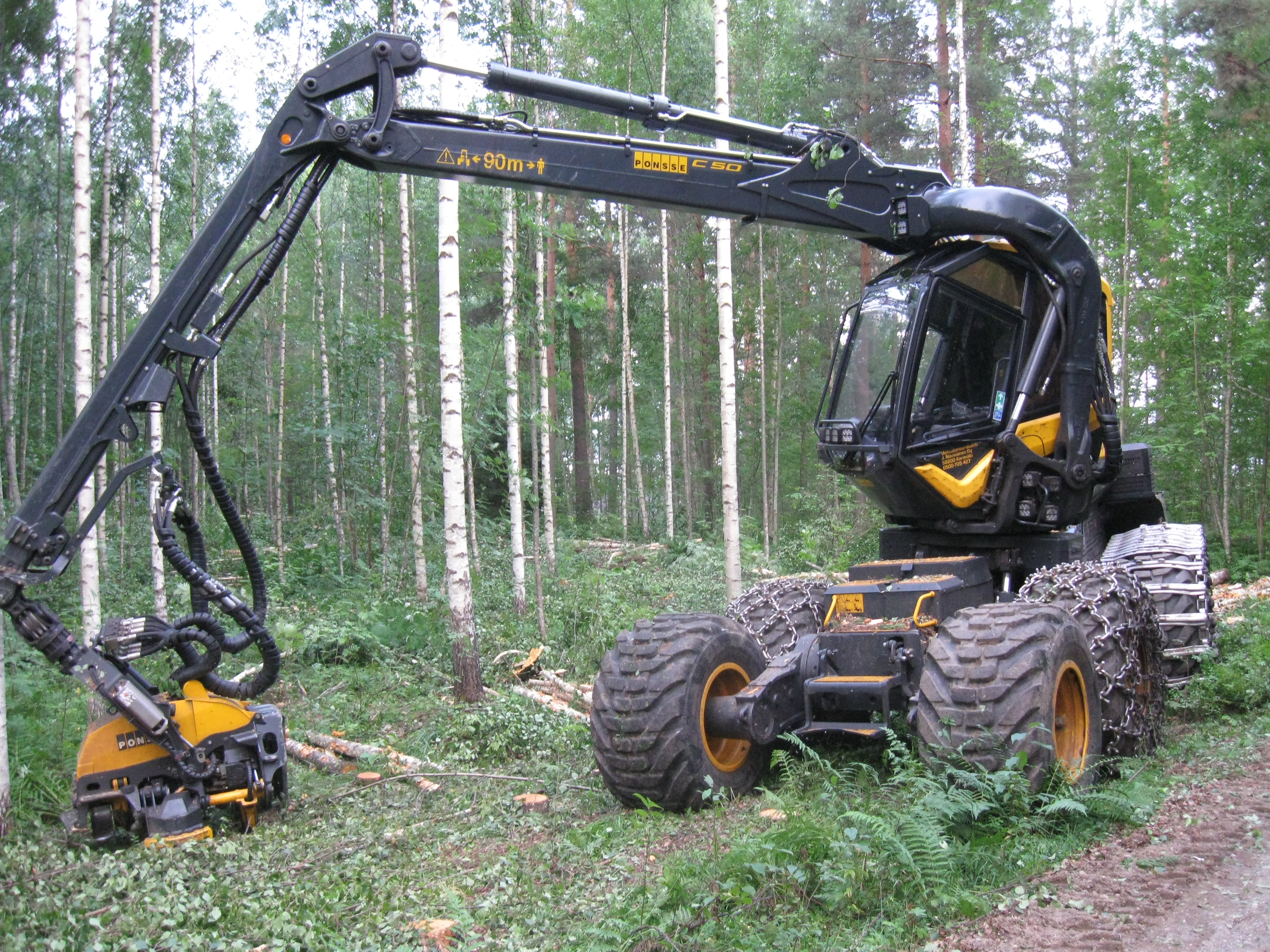
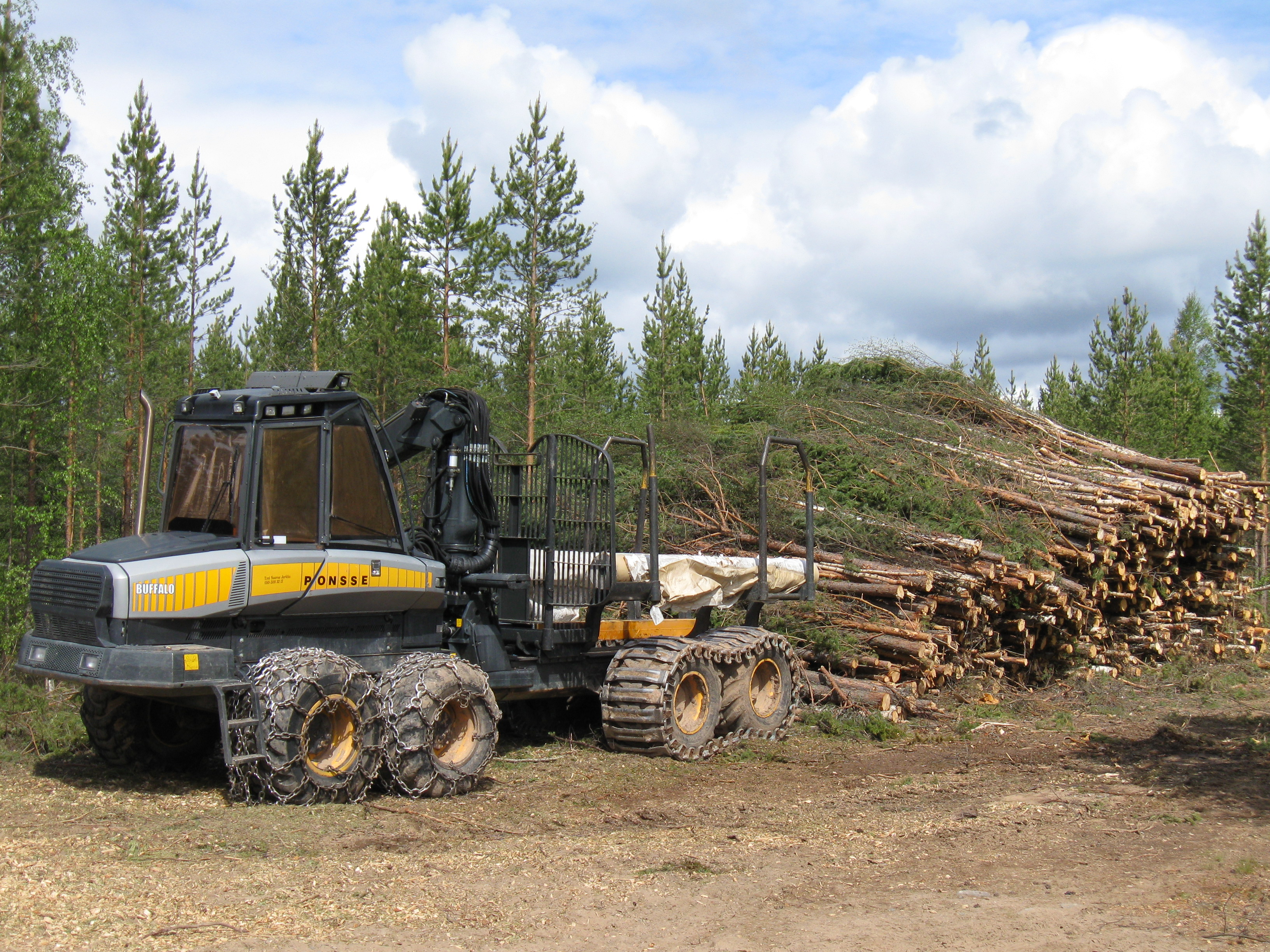

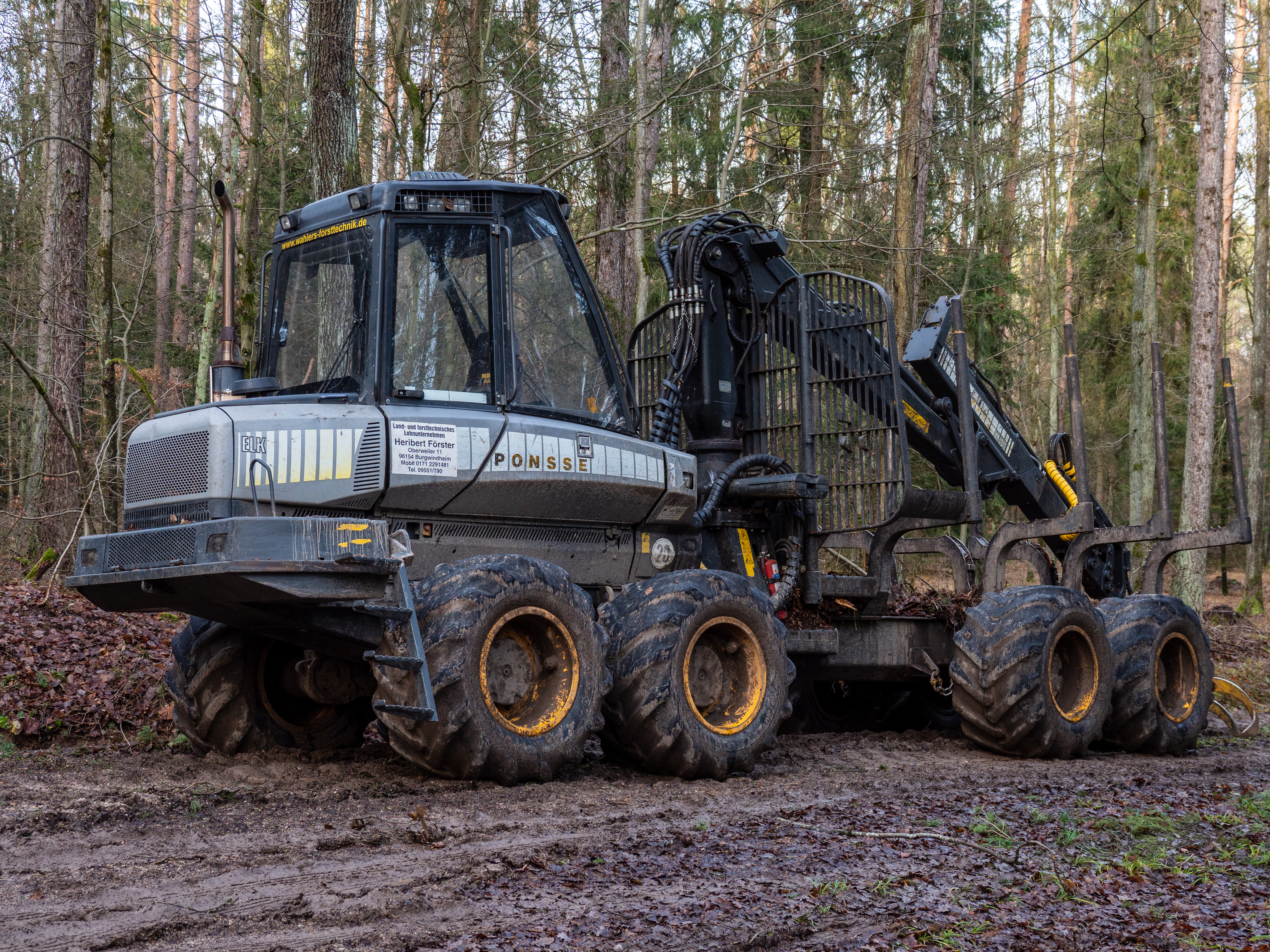
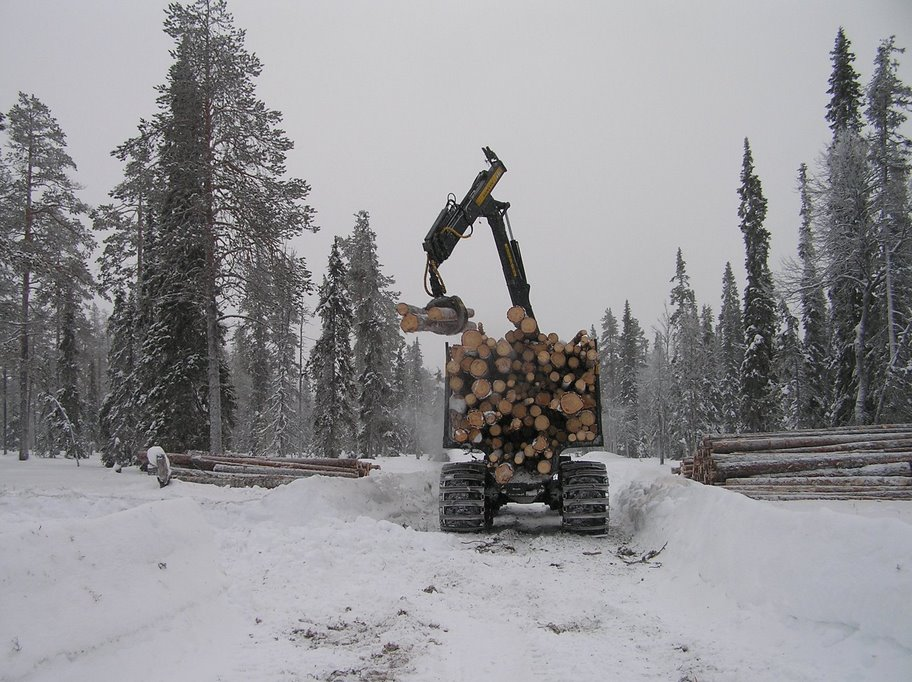
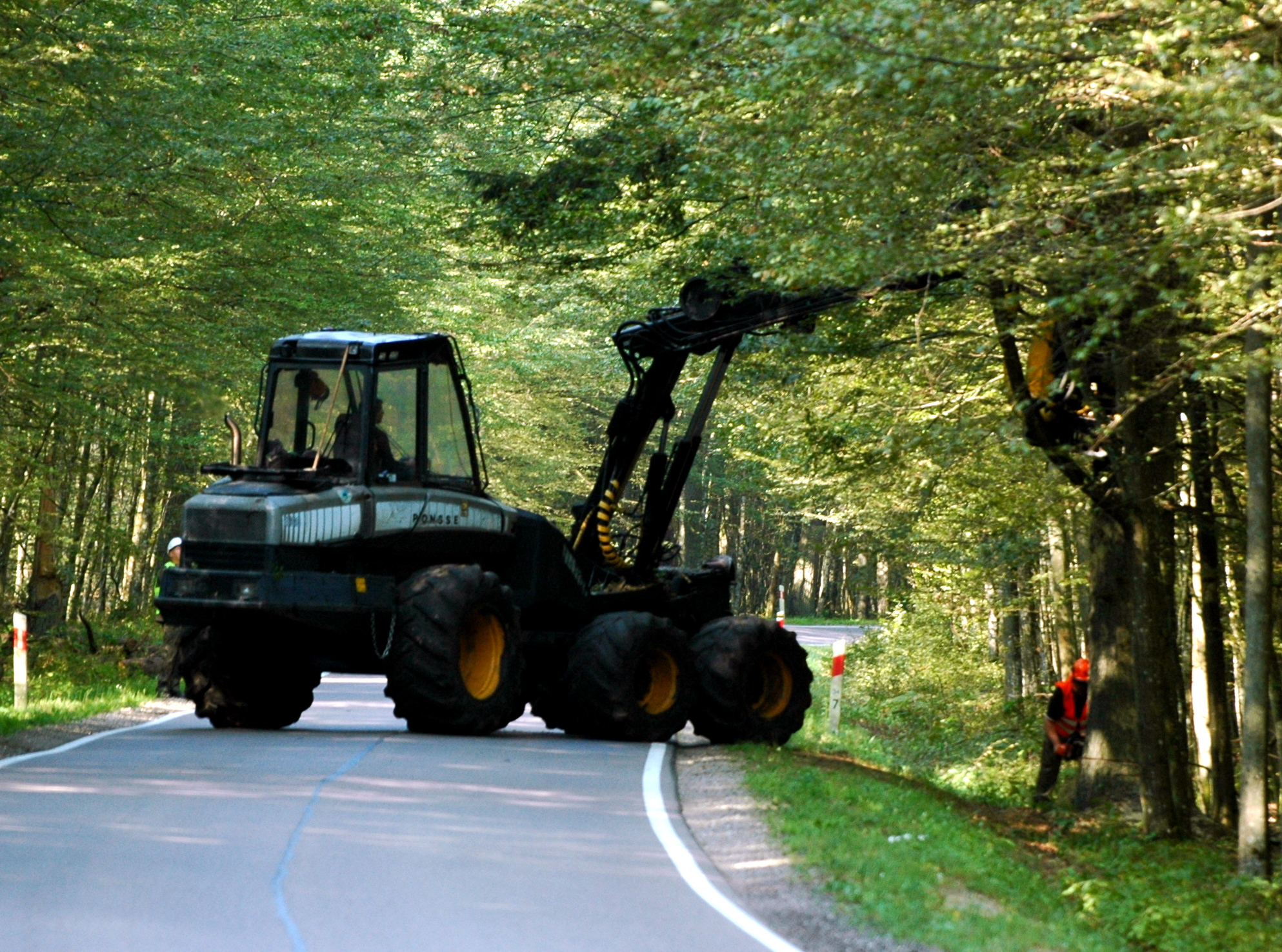